# Gerd Störzer
Gerd Störzer (* 2. November 1948 in Bühl) ist ein ehemaliger deutscher Fußballspieler und Trainer.

## Laufbahn
Er begann seine Karriere beim TSV 1919 Neckarbischofsheim. Aus der 2. Amateurliga Rhein-Neckar wechselte er zur Runde 1969/70 zum VfL Neckarau in die 1. Amateurliga Nordbaden. Mit Trainer Philipp Rohr errang der Neuzugang zusammen mit den Mitspielern Günter Oleknavicius und Trainersohn Gernot Rohr 1970 die Vizemeisterschaft und zog damit in die Spiele um die Deutsche Amateurmeisterschaft 1970 ein. Nach Erfolgen gegen Eintracht Bremen und den 1. FC Lichtenfels stand der VfL im Halbfinale dem Titelverteidiger SC Jülich 1910 gegenüber. Das Heimspiel gewann Neckarau durch ein Tor von Gerd Störzer mit 1:0 Toren, verlor aber das Rückspiel mit 1:3 nach Verlängerung und schied damit aus dem Wettbewerb aus. Im Wettbewerb des Amateur-Länderpokals zog er mit Nordbaden in das Finale am 6. Oktober 1971 in Karlsruhe gegen Bayern ein. Die Mannen um die Amateurnationalspieler Günter Helgert, Horst Pohl, Walter Sohnle und Roland Stegmayer gewannen das Endspiel mit 2:0 Toren. Nach der Runde 1970/71 – Störzer belegte mit Neckarau den vierten Rang – unterschrieb er beim TSV 1860 München einen Vertrag für die Fußball-Regionalliga Süd. Der offensive Mittelfeldspieler hatte in zwei Runden beim VfL Neckarau in der 1. Amateurliga Nordbaden 54 Ligaspiele absolviert und 19 Tore erzielt.
Mit Trainer Hans Tilkowski und den weiteren Neuzugängen Dieter Brozulat, Bernd Helmschrot, Heiner Schuhmann, Hans-Dieter Seelmann (eigene Jugend), Walter Sohnle, Erich Weixler und Hans-Dieter Zahnleiter erreichte 1860 München 1971/72 den dritten Rang hinter Meister Kickers Offenbach und Vize Bayern Hof. Störzer kam lediglich auf sieben Einsätze bei den „Löwen“ – sieben Einwechslungen in der Regionalligarunde – und beendete deshalb nach einem Jahr den Ausflug in das Vertragsspielerlager und schloss sich zur Runde 1972/73 dem VfB Eppingen in der 2. Amateurliga Rhein-Neckar in Nordbaden an. Der Kraichgauelf gelang 1973 der Meisterschaftserfolg und damit der Aufstieg in die 1. Amateurliga Nordbaden. Störzer, ein herausragender Techniker mit Spielmacherqualitäten und Torgefahr, gewann 1973 zusätzlich mit der Verbandsauswahl Nordbaden den Länderpokal. In der Runde 1974/75 folgte mit den Rot-Schwarzen aus Eppingen der Meisterschaftsgewinn in der 1. Amateurliga Nordbaden und der Einzug in die Aufstiegsrunde zur 2. Fußball-Bundesliga Süd gegen die Konkurrenten SSV Reutlingen 05, FV Offenburg und VfR Aalen. Die strapazierte „Kraichgau-Elf“ – DFB-Pokal und Länderpokal – konnte sich in der Aufstiegsrunde nicht durchsetzen. Mit Verbandstrainer Pál Csernai zog Nordbaden mit den Eppinger Leistungsträgern Gebhardt, Lietzau, Kern, Rupp, Wirth und Gerd Störzer 1975 auch in das Finale des Länderpokals am 31. März in Meppen gegen den Südwesten ein. Das Spiel endete 0:0 nach Verlängerung und im Elfmeterschießen setzte sich die Südwest-Auswahl durch. Den dritten Wettbewerb bestritt Störzer mit seinen Mannschaftskollegen im DFB-Pokal 1974/75. In der 1. Hauptrunde setzte sich der nordbadische Amateurvertreter gegen den Zweit-Bundesligisten SV Röchling Völklingen mit einem 2:1-Heimerfolg nach zwei Störzer-Treffern durch. Am 26. Oktober 1974 erzielte Störzer wiederum die zwei Treffer zum erneuten 2:1-Heimerfolg gegen den seinerzeitigen Bundesligatabellenführer Hamburger SV. Unmittelbar nach dem Spiel erhielt er eine Einladung ins Aktuelle Sportstudio des ZDF. Auf dem Mainzer Lerchenberg wurde der VfB-Tross – es waren noch der 1. Vorsitzende Koch und Mäzen Düll mitgekommen – von Dieter Kürten, dem langjährigen Moderator des ZDF-Sportstudios. Im Februar 1975 rang Eppingen den nordbadischen Rivalen SV Sandhausen erneut mit 2:1 Toren nieder und musste erst in der vierten Hauptrunde am 15. März 1975 mit 0:2 Toren vor 20.000 Zuschauern gegen Werder Bremen aus dem Pokal ausscheiden. Für Eppingen absolvierte Störzer in drei Runden 82 Ligaspiele in der 1. Amateurliga Nordbaden und erzielte dabei 28 Tore.
In den zwei Runden beim SV Sandhausen – 1976/77 und 1977/78 – errang Störzer jeweils mit seiner Mannschaft die Vizemeisterschaft in Nordbaden und nahm an den Spielen um die Deutsche Amateurmeisterschaft teil. 1977 unterlag man in den zwei Finalspielen gegen die Amateure von Fortuna Düsseldorf – Peter Biesenkamp, Hubert Schmitz, Josef Weikl – knapp mit 0:1 und 2:2 Toren und wurde Vizemeister. Mit Trainer Klaus Sinn setzte man sich im Jahre 1978 in den zwei Finalbegegnungen mit 2:0 und 1:1 gegen den ESV Ingolstadt durch und wurde Deutscher Amateurmeister. 
Nach Sandhausen spielte Gerd Störzer mit dem VfR Mannheim 1978/79 und 1979/80 noch zwei Jahre in der Fußball-Oberliga Baden-Württemberg und übernahm dann als Spielertrainer in der Verbandsliga Nordbaden die SGK Heidelberg.
Bundesweit bekannt wurde Gerd Störzer durch seine beiden Tore am 26. Oktober 1974 beim 2:1-Sieg des VfB Eppingen im DFB-Pokal gegen den Bundesligisten Hamburger SV. Am Abend hatte er einen Fernsehauftritt im „aktuellen Sportstudio“ beim ZDF.
Nach seiner aktiven Karriere war er unter anderem beim SGK Heidelberg (Saison 1988/89), beim 1. FC Pforzheim (1993/94) in der Oberliga Baden-Württemberg und beim VfR Heilbronn (1995–97) in der Verbandsliga als Trainer tätig. Mit dem VfR Heilbronn erreichte er hierbei den Aufstieg in die Oberliga. Später war er Lehrer für Deutsch und Sport an der Willy-Brandt-Realschule in Königsbach-Stein.